# Дель Лунго, Томмазо
Тома́ззо Дель Лу́нго (итал. Tommaso Del Lungo; род. 21 ноября 2003) — итальянский футболист, защитник клуба «Аталанта».

## Клубная карьера
Дель Лунго — воспитанник клубов «Салес Кальчо», «Фиорентина» и «Каттолика Виртус». В 2020 году игрок подписал контракт с «Грассиной» и дебютировал за него. В 2021 году Томаззо перешёл в «Аталанту», где начал выступать за дублирующий состав. 14 декабря 2023 года в поединке Лиги Европы против польского «Ракува» игрок дебютировал за основной состав.